# VS魂
『VS魂』（ブイエスだましい）→『VS魂グラデーション』（ブイエスだましいグラデーション）は、フジテレビ系列にて2021年1月3日から2023年9月28日まで放送されていたゲームバラエティ番組である。

## 概要
2020年12月をもって嵐が活動を休止することに伴い、同月24日の放送をもって終了した『VS嵐』の後継番組かつリニューアル版。番組名は同番組の「魂」を継承していることが由来となっている。
当初は『VS嵐』同様、嵐のメンバーである相葉雅紀とレギュラーメンバーがゲストを相手に様々なアトラクションゲームで対決を行うという内容だった。スタジオセットやゲームに使用される道具の一部は『VS嵐』で使われていたものが再利用されていた。また、『VS嵐』の末期から引き続き、芸能事務所に所属する若手芸能人やお笑いタレントがリモート形式で観客として参加していた。
当初前番組に続いて企画・総合演出を担当していたフジテレビ第2制作室の萬匠祐基氏は放送開始を迎えるにあたって、「12年半、ともに番組を築いてきた相葉さんと、新たなスタートを迎えると言うことで、とてもワクワクしております。対決、比較、挑戦…。『VS』という言葉の無限のカタチにチャレンジします」とコメントしている。
初回は2020年まで『VS嵐』新春スペシャルが放送されていた1月3日を引き継ぐ形で、2021年1月3日（日曜日）18:00 - 21:00（JST）に生放送の3時間スペシャルとして放送。内容は相葉と共に歩んでいくレギュラーメンバーの発表・番組の主体であるアトラクション対決のシミュレーション・『DAMASHI魂』（事前収録）の3本立てであった。
2021年1月14日よりレギュラー放送を開始。
ところが、レギュラー初回の1月14日放送分と1月21日放送分（初回生放送翌日の1月4日に収録）は相葉が体調不良で番組収録を欠席したことに伴い、急遽1月14日放送分は二宮和也、1月21日放送分は村上信五（関ジャニ∞）がキャプテンの代理を務めた。さらに風間俊介も2020年末に新型コロナウイルスへと感染していたことにより、大事を取って初回生放送と相葉が欠席した2回分の収録を欠席した。このことから、レギュラーメンバー6人が番組で初めて揃ったのは1月28日放送分となった。
1月27日発売の『週刊TVガイド 2021年2/5号』より、番組とのコラボ企画「週刊VS魂ガイド」が連載開始。
2021年4月1日よりフライングスタートが廃止され、20:00終了となった。
番組開始から半年が経った2021年7月15日放送分からはリニューアルが行われ、番組のロゴとスタジオセットが一新されたほか内容も大幅に変更された。同日より山崎弘也がスタジオパートのMCとしてレギュラーに加わった。
2022年4月28日放送分から番組名を『VS魂グラデーション』に改題の上、再び大幅なリニューアルを実施。同日より飯尾和樹が『Mr.グラデーション（総支配人）』の肩書きでレギュラーに加わり、山崎はスタジオ進行からが対戦ゲストチームの助っ人にポジションを移動し、引き続きレギュラー出演している。この日の放送分から第1期(2021年1月3日 - 7月8日)での対戦成績が2022年4月28日放送分から開始された第3期の対戦成績に含まれない事になった。
2022年7月7日放送分からはデータ放送が開始された。

## シリーズの終焉
しかし2023年7月18日、複数のスポーツ新聞は「『VS魂』が同年9月をもって放送終了する」との記事を掲載した。これに対しフジテレビは「改編の詳細についてはお答えしておりません」とコメントしていた。同年9月4日、フジテレビが正式に放送終了を発表した。同年9月28日の『VS魂ファイナル みんなで思い出作ろうSP』を最終回とし、後番組として当番組から相葉が引き続きMCを務める『木7◎×部』が同年10月26日から放送された。これにより前身番組でもある『VS嵐』からは関東ローカル時代から数えて15年半、全国ネット時代では14年間のシリーズの歴史に幕を下ろした。

## 出演者

### 現在
※★は『VS嵐』より続投。

#### MC・プレイヤー
魂チーム/魂メンバー
- 相葉雅紀★ - キャプテン
- 風間俊介 - キャプテン補佐
- 藤井流星（ジャニーズWEST）
- 佐藤勝利（Sexy Zone）
- 岸優太 [注 3]
- 浮所飛貴（美 少年 / ジャニーズJr.）[注 4]

※浮所以外は『VS嵐』にゲスト出演した経験がある。

※上記の6名は番組テーマソング「New Again! Again and Again!」の歌唱も担当している。

#### Mr.グラデーション（総支配人）
- 飯尾和樹（ずん、 2022年4月28日 -第3期（グラデーション時代）よりレギュラー出演。進行を担当。[注 5]
- ゲストチームの助っ人
- 山崎弘也（アンタッチャブル、2021年7月15日 - ）[注 6]
- 魂チームキャプテン代理及び嵐メンバーのゲスト出演
- 二宮和也（体調不良で欠席した相葉の代わりに2021年1月14日放送分、2022年1月3日放送分のBABA魂パート、同年8月4日放送分に出演。）
- 村上信五（関ジャニ∞）（体調不良で欠席した相葉の代わりに2021年1月21日放送分に出演。）
- 松本潤（2021年12月16日放送分に出演）
- ヒロミ（相葉がゲストチームとして出演する時に魂チームの一員として不定期出演。）
- 櫻井翔（体調不良で欠席した相葉の代わりに2023年7月13日放送分のBABA魂パートに出演。但し、別仕事の都合上途中退席。）

#### 天の声・ナレーター
フジテレビアナウンサーが担当。別室にて実況・番組進行・お知らせを行う。
天の声
- 伊藤利尋（2021年1月3日-[注 7]）★

ナレーター
- 斉藤舞子（2022年4月28日 - ）

### 過去

#### コーナーMC
ロケ企画で対決の進行を担当する。下記の3人の出演が多く、その他の芸人が進行を担当する場合もある。
- 小峠英二（バイきんぐ）- 2021年7月1日放送分から不定期で出演。[注 8]
- 陣内智則
- 吉村崇（平成ノブシコブシ）

#### コーナー担当
上記の3人とは異なり、各コーナーのMCを担当する。
- 福原直英（元フジテレビアナウンサー）-「浮所クイズ」の進行を担当。
- 厚切りジェイソン -「English Quiz SHOW!!」の進行を担当。
- ケイト・J -「English Quiz SHOW!!」の店員役を担当。

#### 天の声・ナレーター
天の声
- 中村光宏（2021年1月3日[注 10] - ）★
- 谷岡慎一（2021年1月14日 - ）★
- 山本賢太（2022年1月13日  ）
- 生田竜聖（2022年1月20日 - ）

## 放送リスト

### 2021年
| 回数 | 放送日  | 出演者 |
| ---- | ------- | ------ |
| 1    | 1月3日  |        |
| 2    | 1月14日 |        |
| 3    | 1月21日 |        |

### 2022年
| 回数 | 放送日   | 出演者 |
| ---- | -------- | ------ |
|      | 4月28日  |        |
|      | 11月17日 |        |

### 2023年
| 回数 | 放送日  | 出演者 |
| ---- | ------- | ------ |
|      | 1月12日 |        |

## スペシャル
優勝・勝利したゲストは太字で表記。ゲスト名の（）内は人数。

○：タレント・バラエティ番組等 /●：ドラマ・映画/■：アスリート
| 回                      | 放送日時                          | サブタイトル                                            | ゲストチーム                                                                                  | ゲーム数 | 賞品                                                      |
| VS魂時代                | VS魂時代                          | VS魂時代                                                | VS魂時代                                                                                      | VS魂時代 | VS魂時代                                                  |
| ----------------------- | --------------------------------- | ------------------------------------------------------- | --------------------------------------------------------------------------------------------- | -------- | --------------------------------------------------------- |
| 1                       | 2021年1月3日（日） 18:00 - 21:00  | 初回3時間生放送スペシャル                               | ●教場II ■槙野智章、周東佑京 ○みちょぱ、かよこ ○アンタッチャブル ○番組盛り上げ隊（芸人チーム） | 3        | チバザビーフ10万円分                                      |
| 2                       | 2021年3月11日（木） 19:00 - 21:00 | DAMASHI魂嘘つき王決定戦 2時間スペシャル                 |                                                                                               | 1        |                                                           |
| 3                       | 2022年1月3日（月） 18:00 - 21:00  | 2022 超豪華新春3時間スペシャル                          | ●ミステリと言う勿れ ○チーム声優 ○チームバラエティ ○チョコレートプラネット                     | 4        | USJペアチケット                                           |
| VS魂 グラデーション時代 |                                   |                                                         |                                                                                               |          |                                                           |
| 4                       | 2022年4月28日（木） 19:00 - 21:00 |                                                         | ●劇場版ラジエーションハウス ■チーム女子パシュート率いる最強女子軍団                           | 8        | 餃子の王将1万円分お食事券 コストコ1万円分プリペイドカード |
| 5                       | 2023年1月3日（火） 18:00 - 21:00  | 2023 超豪華新春3時間スペシャル                          | ●女神の教室〜リーガル青春白書〜                                                               | 2        |                                                           |
| 6                       | 2023年4月6日（木） 19:00 - 21:00  | VS魂 グラデーション超豪華2時間SP                        | ●東京リベンジャーズ2血のハロウィン編                                                          | 2        |                                                           |
| 7                       | 2023年7月13日（木） 19:00 - 21:54 | VS魂 グラデーション 超豪華 夏の3時間SP                  | ○葵わかな、アンミカ、丸山礼、村重杏奈、若槻千夏                                               |          |                                                           |
| 8                       | 2023年8月3日（木） 19:00 - 21:54  | VS魂 グラデーション+奇跡体験!アンビリバボー 合体3時間SP | ○奇跡体験!アンビリバボー                                                                      |          |                                                           |
| 9                       | 2023年9月14日（木） 19:00 - 20:00 | VS魂グラデーション 名場面スペシャル                     | [ 注 20 ]                                                                                     |          |                                                           |
| 10                      | 2023年9月28日（木） 19:00 - 20:54 | VS魂グラデーションファイナル みんなで思い出を作ろう!SP  |                                                                                               |          |                                                           |

## 第1期 内容・ルール
2021年1月3日 - 7月8日。『VS嵐』から引き続き萬匠祐基が総合演出を担当。初回生放送は『VS嵐』で不定期に行われた『Bet de 嵐』・『嵐（あら）-1グランプリ』を踏襲したルールでレギュラーメンバー同士（一部、ゲストも参加）での対決を行い、ベッターゲストが1位と最下位を予想する。予想が的中するとポイントが与えられ（種目に参加した場合は勝利するとポイント獲得。）、最も多くのポイントを獲得したベッターが優勝。
レギュラー放送初回（2021年1月14日放送分）からは『VS嵐』同様、スタジオ内において様々なゲームで対決を行い、総合得点で勝敗を決める。ゲストチームは6 - 8名、魂チームには「プラス魂ゲスト（以下、プラス魂）」が1 - 2名参加する。なお、レギュラーメンバーはゲストチーム（自身が出演するドラマもしくは映画のチーム）のメンバーとして参加するケースもあった。
リニューアル後の第2期も、頻度は減ったが不定期にこの旧形式でスタジオゲームが実施されるケースがあり、第2期当時の番組公式サイトにもゲーム紹介のリンクが残されていた。

### フライングダッシュ
2021年1月3日放送分（初回）から3月25日放送分まで実施。各チーム代表者1名がすり鉢状のフィールドに立ち、フィールド外周に設置された不規則に点滅するボタンを押す。ボタンは全部で24個。押すと次のボタンが点滅する。プレイヤーはワイヤーで繋がれており、ワイヤーを使って滑空することも可能。また、ワイヤーを使わず走っても良い。
水色、黄色のボタンは1つ押すごとに10点。ピンク色のボタンは1つ押すごとに30点。
中央からは煙が噴射されており、多少視界を妨げるようになっている。
制限時間は60秒。残り10秒を切るとピンク色のボタンが点灯し始める。
2021年3月25日放送分では相手チームの代表者3人が周囲からバズーカで妨害を行い、挑戦者が着用するジャージに貼り付いたバズーカのボールの数×10点が減点される。
- 過去のルール
  - 2021年1月21日（第3回）と2021年1月28日（第4回）放送分は各チーム3名がフィールドの周囲から指令を行う。
  - 初回では個人戦で指令なし。

### ポップンボウラー
2021年1月3日放送分（初回）から4月22日放送分まで実施。『VS嵐』にて行われていた『バンクボウリング』『ボンバーストライカー』『ダウンヒルシューター』のアレンジ版。各チーム6名が横一列に並び、ベルトコンベアーに乗って流れてくるターゲット目掛けて1人1投ずつボールを転がす。レーン先端はカーブしている。ターゲットは3×3のマス目状になっており、ターゲットによってゴールの場所、個数が異なっている。1ゴールにつき、下段のゴールは10点、中段のゴールは20点、上段のゴールは30点。
ターゲットは全部で5つ。最終ターゲットは全員得点2倍のゴールデンボールを投げる。
- レギュラーハンデ
  - ゲストチームはゴールデンボールを2個多く投げることができる。
- 特別ルール
  - 2021年2月25日放送分（第8回）では1stターゲットは通常のターゲットが登場するが、2ndターゲットは代表者が背負ったカゴ（20点）、3rdターゲットは大きめの箱（20点）、4thターゲットは体育館のボールカゴ（30点）、最終ターゲットは代表者が持つ網（20点）を目掛けてボールを投げる（ゴールデンボールは無し）。
  - 2021年4月22日放送分（第15回）では1stターゲットは通常のターゲットが登場するが、2ndターゲットは代表者が持つ網（20点）[注 22]、3rdターゲットは透明なポリバケツ（30点）、最終ターゲットは代表者が背負ったカゴ（20点）の全4つのターゲットを目掛けてボールを投げる（ゴールデンボールは無し）。
- 過去のルール
  - 初回はレギュラーメンバーとゲストが混合した2チームに分けて対戦。ゴールデンボール無しで、ターゲットは3つ。(当初は通常ルールで行われる予定だったが先攻チーム挑戦中に発生した機械トラブルによるルール変更。なお、後攻チームの挑戦している時のターゲットはプレイヤー以外の芸人3名がターゲット押しを急遽担当した。)
  - 1月21日放送分以前は、ゲストチームの女性は4つ目のターゲットからゴールデンボールを使用。

### ドローンエスケープ
2021年1月14日放送分（第2回）から4月22日放送分まで実施。各チーム4名が背中に巨大な風船を背負い、プレイヤーを目掛けて飛行するドローンに背中の風船を割られないように守りつつ、玉入れの要領でフィールド中央のカゴにボールを入れる。フィールドにはボールの入ったボックスの他、トンネルや柱などいくつか障害物が用意されており、これらの障害物を活用しながらドローンから逃げる。ボールを1つカゴに入れるごとに10点。
制限時間は90秒。残り45秒の時点でドローンが1機追加され、2機になる。
ドローンに風船を割られたプレイヤーは脱落（ドローンのみならず、転倒や障害物への接触などにより割れた場合も失格となる。）となり、90秒逃げ切るかプレイヤー全員が脱落した時点で終了となる。
- 特別ルール
  - 2021年2月11日放送分(第6回)のみカートに乗った状態で実施[注 23]。カートには全部で3つの風船がついており、全員の風船が全て割られるとゲーム終了。挑戦者は1チーム3名。風船が全て割られるまでの秒数の長かったチームに30点、さらに90秒間逃げ切れば残った風船の数×10点が入る。

### DAMASHI魂
2021年1月14日放送分（第2回）から4月1日放送分まで実施。内容は後述の特別編と同じ。魂チーム2人対ゲストチーム2人のペアで対決を行う。1つのコマをゴールすると得点が加算され、勝利チームにはボーナス100点（最終対決以外では50点）加算。第2期では2021年9月16日放送分、12月16日放送分で実施。
- 特別ルール
  - 勝利ボーナスを200点に増加。

### クラッチゲッター
2021年1月28日放送分（第4回）から7月8日放送分まで実施。『VS嵐』にて行われていた『バウンドホッケー』のアレンジ版。2つのボックスから交互に発射されるパックを各自がフリッパーを使用してパスを繋ぎ、左右に動くゴールにシュートする。制限時間は60秒（最終対決では90秒。終了時にフィールドに出ているパックは有効）。1ゴールにつき30点。パックが打ち返せない所で停止したり、パックがリンク外の溝に落ちると0点。パックは、消費する度に1枚ずつ投入される。途中、得点2倍のブルーパックが3枚発射される。第2期では2021年9月16日放送分で実施。
- レギュラーハンデ
  - 魂チームのブルーパックは1枚[注 27]。
- 特別ルール
  - ブルーパックを増減
  - 1ゴールを50点に増加。
  - 各パックの得点を2倍に増加。
  - 制限時間を30秒延長。

### アローシューティング
2021年4月15日放送分（第14回）から7月8日放送分まで実施。『VS嵐』にて行われていた『ウォールヒッター（矢の嵐）』のアレンジ版。アーチェリーがベース。弓矢を使用し、2つのベルトコンベアを流れる風船を割る。ベルトコンベアは手前の方が速い。風船は点数が大きいほど小さい。
ターゲットは全部で5つで、全ての風船を割ると50点（最終対決以外の場合は30点）加算。第2期では2021年9月16日、12月16日放送分にて実施。
4つ目のターゲットまでは1つのターゲットにつき1人1本だが、最終ターゲットに限り1人2本打つことが出来る。
- レギュラーハンデ
  - 女性は少し前で打つことができる。
- 過去のルール
  - 2021年3月4日放送分（第9回）から4月8日放送分（第13回）までは『弓魂』というゲーム名で、ベルトコンベアは1つ。最終ターゲットも1人1本だった。
  - 2021年4月29日放送分までは、最終ターゲットに限り1人何本でも打つことが可能。
- 特別ルール
  - ターゲット1つにつき、無条件で50点加算
  - パーフェクトボーナスを100点に増加
  - 2021年12月16日放送分では、最終ターゲットが99.9ポイントと0.1ポイントの2つだけだった。(最終ターゲットも1人1本だった。)
  - 2022年1月20日放送分では「アローシューティングpart2」としてリニューアル版を実施された。

### グラグラデリバー
2021年4月15日放送分（第14回）から7月8日放送分まで実施。『VS嵐』にて行われていた『コロコロバイキング』のアレンジ版。2人1組で板の上に乗せたブロックをゴールまで落とさないように運ぶゲーム。道中にはいくつかの障害物があり、ゴール付近の足場はクッション状で柔らかくなっている。ブロックは最低6段（12個）積まなければならないが、それより高く積むことも可能。
制限時間は90秒。ゴールまで運んだブロック1個につき10点獲得。
ゲーム中のBGMは『剣の舞』。
- 過去のルール
  - 2021年4月15日放送分（第14回）と4月29日放送分（第16回）では、2周目以降は得点が2倍。また、積むブロックの数に制限は無かった。
  - 2021年5月13日放送分（第18回）では最低5段（10個）積まなけれならなかった。

### フライングキャッチ
2021年5月6日放送分（第17回）から6月17日放送分まで実施。各チームから、家を模した左右の足場からワイヤーで浮遊する2人のジャンパーに向かってディスク（フリスビー）を投げてキャッチするゲーム。
制限時間は45秒（初回のみ60秒）。前列のジャンパーがキャッチすると20点、後列のジャンパーがキャッチすると30点獲得となる。
- レギュラーハンデ
  - 女性は少し前から投げる。
- 特別ルール
  - 後列を50点に増加。

### 特別企画
『VS嵐』の後期と同じくゲストチームやプラス魂の人物、ドラマ、映画、スポーツなどにちなんだゲームが行われることがあった。

#### 役者魂!
2021年2月11日放送分（第6回）から6月17日放送分まで実施。『VS嵐』にて行われていた『ジェスチャー嵐』のアレンジ版。各チームのガイド役2～4人（回によって異なる）がローテーションで、お題をジェスチャーのみで説明する。ガイド役は、ゲーム中は言葉を発することが出来ない（後述の『パス』を宣言する際は例外）。第2期では2022年1月20日放送分に実施。
制限時間は90秒で、1問正解につき20点。説明が難しい場合はパスをすることも可能（回数制限やペナルティは無い）。
- 特別ルール
  - 点数差を考慮し、正解ポイントを減らす。

#### キキトリ魂
2021年3月25日放送分（第11回）から7月8日放送分まで実施。各チームの代表者（マスター）にお題の言葉を知らせ、味方メンバーはマスターに質問をしてその言葉を当てるゲーム。第2期では2021年12月16日放送分に実施。
チームの中には、マスター以外に1人だけ答えを知っている「インサイダー」がおり、「インサイダー」は答えを知っていることを見破られないように上手く質問をし、味方を正解へと導く必要がある。なお、「インサイダー」が自ら正解を出すことも出来る。
制限時間200秒で、チームで2回戦ごと行う。正解すればその時点の残り秒数がポイントとなるが、相手チームの「インサイダーチェッカー」が2人おり、1人目に見破られた場合は得点が全て没収されて0点となり、2人目に見破られた場合は得点が半分没収される。
途中で誤答をした場合は、ペナルティとして1回につき持ち時間が5秒マイナスとなる。
第2期ではこのゲームの派生版であるキキトリ食堂が行われていた。(後述)
- 過去のルール
  - 2021年5月27日放送分以前は制限時間300秒で、誤答時のペナルティはマイナス15秒だった。
  - 第2期の2021年12月16日放送分では、インサイダーを指名するチャンスは1回のみ。

#### 出張魂
2021年1月14日放送分と1月21日放送分の2回のみ実施。魂チームの代表者1人が都内の様々な場所を訪れ、現地にいる著名人とともにクイズを出題する。なお、この企画が行われる場合は中継担当の魂メンバーは出張先に移動するためオープニングトーク終了後、一時退席しこのゲームが行われるまでの間は他のゲームをスタジオの残りメンバーで行われる。

#### この他に行われたゲーム（第1期）
スポーツ系：超高層パン食い競争 / 魂 Grand Prix / バーチャルドッジボール 
クイズ系：お絵かき魂 / だまし絵魂 / ツッコミ魂 
その他
：遊戯魂 （ワードウルフ）

## 第2期 内容・ルール
2021年7月15日 - 2022年4月21日。萬匠に代わり太田秀司が演出を担当。魂チーム全員もしくは代表者数人が、ゲストを相手にスタジオ内や野外などで様々なジャンル（スポーツや料理など）での対決を行い、種目ごとに勝敗を決める（種目によっては個人戦や魂チーム同士の対決もあった）。スタジオでは魂チームと進行役の山崎やスタジオゲストが対決のVTRを視聴しながらトークを行った。

### 芸能人私物査定バトル 買取ドボン
プレイヤー自ら私物を持ち込み、その私物の買取価格を専門家が査定。決められた設定金額を超えてしまったプレイヤーの負け。敗者には罰ゲームとして視聴者プレゼント用の代金を自腹で支払ってもらう。
このゲームは回によって魂チームとゲストチームによるチーム戦、魂メンバーとゲスト数人による個人戦で行われる。
なお、あくまで査定のみで実際に買取は行われない。

### キキトリ食堂
キキトリ魂の派生版。相葉チームと風間チームによる対決。ゲストの行きつけの店の大好物メニューを質問力を駆使してキキトリ当てる。
まず、じゃんけんで先攻後攻を決め先攻チームから1人ずつ交互に質問を行う。ゲストは質問の答えに対して、「はい」、「いいえ」、「微妙」の3通りしか答えることができない。これを2周繰り返すが1周終了後、チームメイトと答えを相談できる相談タイムが設けられる。
2周目では質問タイムの途中でもチャレンジを宣言し、答えることも可能。ただし不正解の場合、そのチームはゲームオーバーとなる。
2周終了後、先攻チームから回答を発表する。正解すれば正解チームとゲストが料理を食べることができる。
但し、両チーム不正解の場合、料理を食べられるのは見届け人の山崎のみとなる。

### English Quiz Show!!
魂チームの代表者とゲストチームによる3vs3の対決。厚切りジェイソンが進行を担当。様々なシチュエーションに対して、上手く英語で対応できるかを競う。正解すればポイントを獲得。最終的にポイントが最も多いチームの勝利となる。

### 冷蔵庫ありもの料理対決
岸・藤井ペア(メインの調理は岸、藤井はアシスタントを担当。)とゲストが、冷蔵庫の中にある食材のみで即興料理を作り対決する。冷蔵庫の中身は、回によって異なる有名人やアスリートの自宅にある冷蔵庫の中身を再現されている。

### マッチング対決
魂チーム2名とゲスト2名が、3種類の食材を組み合わせた創作料理で対決する。各チーム制限時間内に数種類の料理を試作し、最終的にチームで決めた1品を提出する。審査員はフォーリンデブはっしーとテーマに沿った美食家1名が担当。

### この他に行われたゲーム（第2期）
スポーツ系：400m自由リレー／ダイナミック坂道ボウリング／スクールサマーウォーズ／パルクールバトル／エクストリームスポーツバトル／ローラースケート対決 
クイズ系：浮所クイズ／標語穴埋めバトル／ご当地レトルトカレー陣取り合戦 
その他
：真夏のよみうりランド対決／Top of sexy・King of Kings 対決／近代教習所五種対決／キャンプ対決／真夜中のショッピングモールでドリームゲーム対決／USJ対決／爆発対決／6SENSE ショコラティエGP／相葉杯／1分ドミノ

## VS魂グラデーション内容・ルール
2022年4月28日 - 2023年9月28日。太田に代わり山田賢太郎が演出を担当。スタジオ内においてVTRの内容予想やゲームの対決を行い、総合得点で勝敗を決める。ゲストチームには助っ人として山崎が入る。魂チームのメンバーがゲストチームのメンバーとして出演あるいは別仕事の都合や体調不良で欠席する場合は、魂チームにも助っ人ゲストが加わり対決する。
VTRを全員で鑑賞し、その中で出演者1名もしくは全員へ出題される問題に回答し、正解もしくはそれに近い回答をした回答者が属するチームに10点獲得。その点数と他のゲームの点数の合算で、合計得点が高いチームが勝利。両チーム同点の場合は引き分けとなる。賞品は番組特製純金1gインゴットであり、ゲストチームが勝利した場合はゲスト全員にプレゼントされ、魂チームが勝利した場合と引き分けの場合は視聴者へのプレゼントとなる。
過去のルール
- 2023年8月17日放送分まではVTR内で出題される事柄を並び替える「並び替えゲーム」を各チーム2問ずつ出題して勝敗を決めた。
  - 「タイマングラデーション」、「キッキンググラデーション」、「ピッチンググラデーション」実施時は各チーム1問ずつの出題とそのゲームの点数の合算で勝敗を決めた。
- 2022年11月17日以前は、問題に登場した商業施設の商品券などが勝利チームへの賞品・視聴者プレゼントとされた。引き分けの場合は賞品を魂チームとゲストチームで山分けした。
  - 2022年5月12日放送分のみ引き分けの場合はゲストチームに賞品が贈られた。
  - 2022年8月18日のみ延長戦「スピードグラデーション」実施し、明確に勝利チームを決めた。「スピードグラデーション」は両チームの代表者による1vs1の対決。スタートと同時にカードを裏返し、5枚のカードをより早く正しい順番に並べ替える。但し、スタート前はテーブルにある手形に両手を置かなければならない。先に並べ替えを成立させた者のチームが勝利となる。
- 2022年11月17日放送分 - 2023年2月23日放送分では、魂チームが負けた場合に罰ゲームを導入[注 34]。飯尾の合図のもと魂メンバー全員分のグラデーションボックスの底が抜け、ウレタンが敷き詰められた空洞へと落とされた。その後AIカメラにより最も酷かったプレーをしたメンバー[注 35]を決められ、該当者は接近してきたカメラに向かい一言コメントする。なお、魂メンバーの代理として出演した人物も魂チームが負けた場合は罰ゲームを受けた。

### 並び替えゲーム
初回 - 2023年8月17日放送分まで実施。6つのモノを正しい順番にグラデーションする問題が出題され、ルーレットで決められた順番に1人ずつセンタールームと呼ばれる部屋で推理を行う。なお、センタールームにはスタジオにいるメンバーの声が聞こえず、耳元につけてあるイヤホンから流れる伊藤の声しか聞こえない。また、反対にセンタールームにいるプレイヤーの声もスタジオには聞こえない。グラデーションする選択肢が決定したら選択したプラカードを持って正解だと思う番号のグラデーションボックスに入る。2人目以降も残った選択肢から1つを選び残っているグラデーションボックスの中から1つを選んで入る。これを繰り返し、ラストの6人目は1つだけ順番を変更できるグラデーションチェンジを行うことができる。（変更せずそのままでもOK。番組ではそれをノーチェンジと総称している。）
全ての回答が確定したらVTRにて正解発表を行い、1つ正解につき10ポイント加算。全て正解のパーフェクトグラデーション達成で60点獲得できる。なお、全て不正解の場合はノーグラデーションとなり、ポイントは獲得できない。不正解者には、ペナルティとして炭酸ガスが発射される。最後の問題の時点で、後攻チームが先攻チームの得点をパーフェクトグラデーションでも上回れない場合は、ノーチェンジでのパーフェクトグラデーション達成で引き分けといった特別ルールが適用される場合がある。
2チーム直接対決
- 2022年8月4日放送分より実施。2チームが同じ問題に挑戦する。なお、グラデーションを行う選択肢は自ら選択することが出来ず、VTRでの紹介順に各チーム1人ずつ両チーム同時にグラデーションを行う。最後の6人目は各チームの予想をベースにグラデーションチェンジを行う。

トリプルグラデーション
- 2023年2月2日放送分より実施。3つの事柄でグラデーションを行う。両チームが同じ問題に挑戦するが、グラデーションボックスではなく3枚のカードを使って予想する。1つ正解につき、10点加算される。

過去のルール
- 2023年8月3日のスペシャル回では「ディズニークイズ対決」の1ゲームとして実施。風間が進行役にまわり5対5で対決した。それに伴いグラデーションボックスは使用せず、5人がけの回答席でフリップを提示してグラデーションを行う。

#### 問題VTR
毎回異なる題材のVTRの中から問題が出題されたが、シリーズ化されたVTRも存在する。
芸能人所持金グラデーション
『VS嵐特別編 嵐-1グランプリ』で行われていた『所持金グランプリ』のアレンジ版。飯尾がフジテレビ局内で6名の芸能人を捜索・直撃し、財布および所持金をチェックする。ヒントとしてキャッシュレス決済やクレジットカードの有無を確認した上で、「2チーム直接対決」でグラデーションによる予想を実施。
LINE友だちの数グラデーション
『芸能人所持金グラデーション』の別バージョン。飯尾がフジテレビ局内で6名芸能人を捜索・直撃し、LINEをチェックする。主にグループLINEや、1番仲良しな有名人などをヒントに友だちの数が多い順にグラデーションを行う。
背徳グルメカロリーグラデーション（岸ディレクター）
背中に大きく「岸」と大きくプリントされたデニムジャケットを着用し、ディレクターとなった岸と、岸が最も好きな芸人と公言している平子祐希（アルコ&ピース）が同行する。が、デカ盛り料理を扱う料理店を5軒取材し、高カロリーながらも食べたくなる“背徳グルメ”を試食する。取り上げられた料理5食のカロリーが高い順に並び替える問題が出題される。
「岸ディレクター」は第2期の最終回で、これまでの対決を振り返るキャラクターとして登場する。グラデーションでは2022年11月24日「家にあるモノ査定額順グラデーション」を経て、本コーナーが登場した。
人気チェーン店最高額メニュー順グラデーション（流星王子）
王子に扮した流星が人気飲食チェーン店の一番高いメニューを調査し、そのVTRの内容から｢トリプルグラデーション｣で予想を行う。また藤井がこのロケを行う場合、必ず王子のコスプレを着用する。
センター勝利のセンターグラデーション
Sexy Zoneのセンターを務める勝利がプライベートでも仲良しのシソンヌとともに様々なお店の"センター"=1番人気を調査し、そのVTRから出題される。
キャプテン浮所のレア深海魚グラデーション
小型船舶１級免許を持つ浮所が照英と共に船に乗って、トークをしながら大型の魚を釣り、そのVTRを見ながら魚に関するクイズが出題される。

### タイマングラデーション
2022年9月15日放送分から2023年1月12日放送分まで実施。両チームの代表者による1vs1の対決。6枚のカードを交互に選び、制限時間内に正解だと思う番号のボックスに置く。代表者は飯尾の指名により決定。先攻と後攻は1回戦はジャンケン、2回戦以降は前ゲームの負けチームが好きな方を選んで決定する。間違えてしまったその瞬間負けとなる。なお、3巡目突入時、先攻プレイヤーが5枚目を正解すれば勝利だが、不正解の場合は後攻プレイヤーの勝利となる。勝利すれば1回戦につき10点が加算される。これをどちらかのチームが3勝するまで行う。
- 3択バージョン
  - 2023年1月3日放送分のみ実施。基本的なルールは通常のタイマングラデーションと同じ。両チーム同時に3つのカードを使ってグラデーションを行う。勝利したチームに30点が加算される。

- 芸能人の数字を当てろ！3択グラデーション
  - 2023年1月12日放送分のみ実施。基本的なルールは通常のタイマングラデーションと同じ。2人の芸能人の数字を見て、それが2人より多いか、その間なのか少ないかを当てる。勝利したチームに10点加算される。

### キッキンググラデーション
2023年3月9日放送分から9月7日放送分まで実施。『VS嵐』にて行われていた『キッキングスナイパー』と、後述の『フリーキックグラデーション』のアレンジ版。ベルトコンベアから流れてくる風船を各エリア交代で1人ずつゴムボールをシュートして割る。風船を1つ割る度に10点、パーフェクトでボーナス30点が加算される。各チーム2回戦挑戦する。ターゲットは全部で5つ。
- 特別ルール
  - 対決前に30点のボーナス風船をベルトコンベアに流す権利を賭け、各チーム代表者1名がパンチングマシンでの計測値で競う『パンチング対決』も実施。

フリーキックグラデーション
- 2023年2月2日に特別対決として実施したキッキンググラデーションの前身企画で、サッカー日本代表の遠藤航と魂チームによるフリーキック対決。パネルに向かってボールを蹴り、パネルに当てたらそのポイントを獲得。パネルは10点（正方形）、50点（正三角形）、100点（丸）の3種類で、一度射抜かれたパネルは復活しない。各チーム3回ずつ挑戦する。魂チームはハンデとして、2人同時に蹴ることができる。遠藤が獲得した得点はゲストチーム（今田軍団）のポイントに計上された。

### ピッチンググラデーション
2023年5月11日放送分で特別企画として実施、2023年6月8日放送分から8月24日放送分まで実施。前述のキッキンググラデーションのアレンジ版。ベルトコンベアから流れてくるターゲットを、各エリア交代で1人ずつボールを投げ、ターゲットを狙う。風船を1つ割る度に10点、パーフェクトでボーナス30点が加算される。ターゲットは全部で5つ。
- 特別ルール
  - 4thターゲットに10点の風船より小さい50点のスペシャル風船が出現する。（ボーナス30点はなし。）

## 特別編

### DAMASHI魂  嘘つき王決定戦
『VS嵐』にて行われていた『BABA嵐』の後継企画。レギュラーメンバーとゲストがダウトとスゴロクを合わせた競技で対決する個人戦。予選を4戦を行い、各ブロックの勝者で決勝を行う。優勝者には黒い王者ジャケットが与えられる。
前述の通り、2021年1月14日放送分から4月1日放送分まで大会に向けての練習も兼ねてレギュラー放送でも行われていた。
ゲームは4人対戦で、各自5つのコマを持ってゴールまで7マスのスゴロクを行う。本ゲームで用いる8面のサイコロには、1から4の目（2の目は2つ）と3つのドクロマークが描かれている。
最初に全員がダマシ無しで一斉にサイコロを振り、サイコロの目（この時、ドクロマークは「0」と見なす。）が大きいプレイヤーから時計回りに始まる。各プレイヤーはコマを1つだけスタートに置き、その1つがゴールするか失った（後述）場合にのみ次のコマをスタートに置くことができる。
手番プレイヤーは自分の筒の中でサイコロを振って1から4の目が出た場合はそのまま宣言し、ドクロマークが出た場合は任意の嘘の数値を宣言する。他プレイヤーは宣言された数値を聞いて本当か嘘かを見極め、本当と思ったら「スルー」ボタンを、嘘と思ったら「ダマシ」ボタンを押す（「ダマシ」を押せるのは、各ターン1人のみ）。
他プレイヤーが全員「スルー」した場合、手番プレイヤーは（宣言した数値の真偽を問わず）宣言した数値分コマを進める。誰かが「ダマシ」ボタンを押した場合、手番プレイヤーのサイコロの目がモニターで公表される。サイコロの目がドクロだった場合、手番プレイヤーは進行中のコマを失い、「ダマシ」を押したプレイヤーが宣言された数値分コマを進めることが出来る。サイコロの目が数値の場合は、「ダマシ」を押したプレイヤーが進行中のコマを失う。
進行中のコマを失ったプレイヤーは、直前にどのマスにいたとしても新しいコマでスタートからやり直しとなり、コマを全て失うとゲームから脱落となる。ただしコマを1つゴールさせた状態で他のコマを全て失った場合は、ゴールしたコマを賭けて「ダマシ」を発動することができる（失敗するとゴールしたコマを失い、ゲーム脱落）。
以上の流れを繰り返し、誰かがコマを2つゴールさせるか、全員に動かせるコマが無くなればゲーム終了となり、その時点で獲得ポイントが最も高いプレイヤーが勝者となる。
なお、このゲームは相葉が「声優と夜あそび」の番組内で元となったゲームを見て気に入り、スタッフに提案したことが企画誕生のきっかけとなった。
『VS嵐』にて行われていた『BABA嵐』と同様、第2回から山崎弘也（アンタッチャブル）が観戦ゲストとして出演している。（初回は試合にも出場。）
2021年9月16日放送分では『マスカレード・ナイト』出演者の木村拓哉（初代王者）&長澤まさみと相葉・岸の4人よる個人戦でエキシビジョンとして実施。エキシビジョンだったものの、この勝負で勝利した長澤には王者ジャケットが与えられ、次回の公式大会への出場を促されていた。同年12月16日放送分では、相葉と同じく嵐のメンバーである松本潤と相葉・風間・流星の4人による個人戦でエキシビジョンとして実施。エキシビジョンだったものの、この勝負で勝利した松本には王者ジャケットが与えられた。

#### 各回の内容
ここでは、スペシャルを中心に行われる公式大会および王者ジャケットが与えられた時の結果のみ記載する。（魂メンバー及び嵐メンバーは太字で姓名もしくは下の名前のみ表記する。）

※は通常放送回。
| 回   | 放送日          | 予選会の勝者 | 王者       |
| ---- | --------------- | ------------ | ---------- |
| 1    | 2021年01月03日  | なし         | 木村拓哉   |
| 2    | 2021年03月11日  | 浮所         | 風間       |
| EX-1 | 2021年09月16日※ | なし         | 長澤まさみ |
| EX-2 | 2021年12月16日※ | なし         | 松本       |

### BABA魂 ババ抜き最弱王決定戦
『VS嵐』にて行われた『BABA嵐』の復刻企画。

### 相葉軍 VS 風間軍
2023年5月18日・7月28日放送分にて実施。オールロケ形式で大型商業施設を巡りながら、相葉ら風間を除いた魂メンバーの「相葉軍」と風間・山崎・ゲストによる「風間軍」に分かれて対決。ロケ形式での「並び替えゲーム」だけではなく、商品探しなどの対決やボウリング場でのゲーム対決などを行い総合得点で勝敗を決める。

### 単発
- 韓国！テレビ初＆最新スポット詰め込みSP （2023年7月13日）- 岸ディレクターとセンター勝利のプロデュースのもと、相葉・風間・山崎・平子・みちょぱによる韓国ロケ。
- 相葉雅紀&岸Dのピクサー・アニメーション・スタジオに行ってきましたスペシャル（2023年8月3日）- 相葉・岸・ローラによるサンフランシスコロケ。
- 日本一Gメン（2023年8月24日） - 岸ディレクターとADに扮した勝利による日本一高価なモノを探すロケ。ロケ後に本企画内で取材した果樹園の桃を賭けたピッチンググラデーションを実施。
- 相葉雅紀・風間俊介2人旅（2023年9月14日)
- 名場面スペシャル（同上）

## 放送の休止・放送内容の変更
2022年10月27日放送分は当初、通常放送予定（対戦ゲストはおぎやはぎの小木博明率いる小木軍団。）だったが、プロ野球の『SMBC日本シリーズ2022 第5戦 オリックス・バファローズ×東京ヤクルトスワローズ』（18:30 - 20:54、京セラドーム大阪）の試合を放送する為急遽休止となり、約1か月後の2022年11月17日放送分（対戦ゲストは吉沢亮が率いる月9ドラマ『PICU 小児集中治療室』チーム）に内容を変更して放送された。なお、対戦ゲストがおぎやはぎの小木が率いる小木軍団の放送回は同年11月24日放送分に放送された。

## ネット局
スペシャル放送の場合、番組末尾の6分間はローカルセールス枠のため、フジテレビ以外の通常時フルネット局では放送終了6分前に飛び降りとなる一方、通常時末尾6分除く同時ネット局でも臨時フルネットで放送される場合がある（1月3日放送の新春スペシャルは除く）。
| 放送対象地域   | 放送局                    | 系列                                         | 放送日時           | ネット状況 | 備考      |
| -------------- | ------------------------- | -------------------------------------------- | ------------------ | ---------- | --------- |
| 関東広域圏     | フジテレビ（CX）          | フジテレビ系列                               | 木曜 19:00 - 20:00 | 制作局     | 制作局    |
| 北海道         | 北海道文化放送（uhb）     | フジテレビ系列                               | 木曜 19:00 - 20:00 | 同時ネット |           |
| 岩手県         | 岩手めんこいテレビ（mit） | フジテレビ系列                               | 木曜 19:00 - 20:00 | 同時ネット |           |
| 宮城県         | 仙台放送（OX）            | フジテレビ系列                               | 木曜 19:00 - 20:00 | 同時ネット |           |
| 秋田県         | 秋田テレビ（AKT）         | フジテレビ系列                               | 木曜 19:00 - 20:00 | 同時ネット |           |
| 山形県         | さくらんぼテレビ（SAY）   | フジテレビ系列                               | 木曜 19:00 - 20:00 | 同時ネット |           |
| 福島県         | 福島テレビ（FTV）         | フジテレビ系列                               | 木曜 19:00 - 20:00 | 同時ネット |           |
| 新潟県         | NST新潟総合テレビ（NST）  | フジテレビ系列                               | 木曜 19:00 - 20:00 | 同時ネット |           |
| 長野県         | 長野放送（NBS）           | フジテレビ系列                               | 木曜 19:00 - 20:00 | 同時ネット |           |
| 静岡県         | テレビ静岡（SUT）         | フジテレビ系列                               | 木曜 19:00 - 20:00 | 同時ネット |           |
| 富山県         | 富山テレビ（BBT）         | フジテレビ系列                               | 木曜 19:00 - 20:00 | 同時ネット |           |
| 石川県         | 石川テレビ（ITC）         | フジテレビ系列                               | 木曜 19:00 - 20:00 | 同時ネット |           |
| 福井県         | 福井テレビ（FTB）         | フジテレビ系列                               | 木曜 19:00 - 20:00 | 同時ネット |           |
| 中京広域圏     | 東海テレビ（THK）         | フジテレビ系列                               | 木曜 19:00 - 20:00 | 同時ネット |           |
| 近畿広域圏     | 関西テレビ（KTV）         | フジテレビ系列                               | 木曜 19:00 - 20:00 | 同時ネット |           |
| 島根県・鳥取県 | さんいん中央テレビ（TSK） | フジテレビ系列                               | 木曜 19:00 - 20:00 | 同時ネット |           |
| 岡山県・香川県 | 岡山放送（OHK）           | フジテレビ系列                               | 木曜 19:00 - 20:00 | 同時ネット |           |
| 広島県         | テレビ新広島（tss）       | フジテレビ系列                               | 木曜 19:00 - 20:00 | 同時ネット |           |
| 愛媛県         | テレビ愛媛（EBC）         | フジテレビ系列                               | 木曜 19:00 - 20:00 | 同時ネット |           |
| 高知県         | 高知さんさんテレビ（KSS） | フジテレビ系列                               | 木曜 19:00 - 20:00 | 同時ネット |           |
| 福岡県         | テレビ西日本（TNC）       | フジテレビ系列                               | 木曜 19:00 - 20:00 | 同時ネット | [ 注 46 ] |
| 佐賀県         | サガテレビ（STS）         | フジテレビ系列                               | 木曜 19:00 - 20:00 | 同時ネット |           |
| 長崎県         | テレビ長崎（KTN）         | フジテレビ系列                               | 木曜 19:00 - 20:00 | 同時ネット |           |
| 熊本県         | テレビくまもと（TKU）     | フジテレビ系列                               | 木曜 19:00 - 20:00 | 同時ネット |           |
| 大分県         | テレビ大分（TOS）         | 日本テレビ系列 フジテレビ系列                | 木曜 19:00 - 20:00 | 同時ネット | [ 注 47 ] |
| 宮崎県         | テレビ宮崎（UMK）         | フジテレビ系列 日本テレビ系列 テレビ朝日系列 | 木曜 19:00 - 20:00 | 同時ネット | [ 注 47 ] |
| 鹿児島県       | 鹿児島テレビ（KTS）       | フジテレビ系列                               | 木曜 19:00 - 20:00 | 同時ネット |           |
| 沖縄県         | 沖縄テレビ（OTV）         | フジテレビ系列                               | 木曜 19:00 - 20:00 | 同時ネット |           |
| 青森県         | 青森テレビ（ATV）         | TBS系列                                      | 土曜 15:57 - 16:55 | 遅れネット | [ 注 48 ] |

## スタッフ
●=グラデーションより加入
- 制作統括：太田一平（フジテレビ、2021年7月15日 - ）
- 構成：町田裕章、田中到、木南広明、堀直生（木南・堀→●）
- TP・TD：斉藤伸介（フジテレビ、以前はSW）
- SW：真野昇太（真野→以前はCAM）、勝村信之・高瀬和彦（フジテレビ、高瀬→以前はCAM）
- CAM：向山優士、飯島知紀（向山・飯島→●）
- VE：小幡茂樹、杉本雄亮
- 音声：日置健太郎
- 照明：黒井宏行
- 美術制作：双川正文（フジテレビ、●）
- デザイン：鈴木賢太・杉山宏樹（フジテレビ）
- アートコーディネーター：中村秀美
- 大道具装置：浅見大
- 大道具操作：藤沢和雄
- アクリル装飾：栩木崇行
- アートフレーム：田中裕司
- 電飾：鳥澤遼子（●）
- 装飾：高橋明（●、以前は特殊美術）
- 視覚効果：中溝雅彦
- 特殊装置：山崎峰生
- 持道具：土屋洋子
- 植木装飾：後藤健
- 衣装：幸松里奈（●）
- メイク：山田かつら
- 編集：奥山修（●）、田郡章裕、渡邊実、岩田明大
- 音響効果：温水義成
- MA：阿部雄太
- TK：槇加奈子
- CGデザイン：加藤ユキオ（●）
- タイトル：三原由貴
- 広報：根本智史・飯泉英一郎（フジテレビ）
- デスク：河合杏里沙（●）
- 協力：ジャニーズ事務所
- 制作協力：ザ・スピングラス、ガスコイン・カンパニー、ロイドブラザーズ
- 技術協力：fmt、共同テレビジョン、共立、サンフォニックス、田中電設、4-Legs、IMAGICA Lab.、マルチバックス
- 制作進行→制作P：津野若菜
- AP：諏訪原彩
- ディレクター：飛田竜平（●）、金井克仁（●）、菅剛史、黒田源治、唐雅則、鷹見睦、加藤貴史（●）
- プロデューサー：上野貴央（フジテレビ、●、2023年8月17日 - ）、金佐智絵、桐谷太一、鈴木浩史、竹内承
- 演出：山田賢太郎（フジテレビ、●）
- チーフプロデューサー：竹内誠（フジテレビ、●）
- 制作：フジテレビ編成制作局制作センター第二制作室
- 制作著作：フジテレビ

### 過去のスタッフ
- ナレーター：江森浩子（2021年7月15日 - 9月）
- CA：天野水貴
- 回線：吉村理希、相澤隆之
- VIZ：草崎祐一郎
- 【送出】
  - SW：長田崇（フジテレビ）
  - VE：横井甲児
  - 音声：菊池道元（フジテレビ）
  - TK：星美香
- 美術制作：古江学（フジテレビ）
- 電飾：林将大
- 衣装：壽村太一
- メイク：服部幸雄
- 操演：秋山メカステージ
- CG：秋里直樹
- スタイリスト：壽村太一
- TK：山口奈保美
- デスク：川本栄、岩田朋子
- ディレクター：野満一朗太、金澤賢史、中内竜也
- 演出：太田秀司（フジテレビ、以前はディレクター）
- 企画・総合演出：萬匠祐基（フジテレビ）[5]
- プロデューサー：宮木正悟（フジテレビ、2021年8月5日 - 2023年7月）
- チーフプロデューサー：宮崎鉄平（フジテレビ）